# Arne Næss (filosoof)
Arne Dekke Eide Næss (Oslo, 27 januari 1912 - Oslo, 12 januari 2009) was een Noorse filosoof van de 20e eeuw en de grondlegger van de deep ecology oftewel diepe ecologie. Hij publiceerde voornamelijk analytische werken.
Hij was de jongste persoon die is aangesteld als hoogleraar aan de Universiteit van Oslo. Næss, zelf een verwoed bergbeklimmer, is ook bekend als de oom van bergbeklimmer en zakenman Arne Næss jr. (1937-2004) en als de jongere broer van scheepseigenaar Erling Dekke Næss.

## Diepe Ecologie en Ecosofie T
Arne Naess wordt beschouwd als een van de grondleggers van de diepe ecologie, een filosofische stroming die de intrinsieke waarde van alle levende organismen vooropstelt. Naess introduceerde de term in 1973 als kritiek op wat hij als “oppervlakkige ecologie” begreep: een ecologisch activisme dat strijdt tegen vervuiling van de aarde vanuit de gedachte dat de mens afhankelijk is van het welzijn van de aarde. Als tegengewicht voor een dergelijke “oppervlakkige ecologie” introduceerde Naess een “diepe ecologie” die de intrinsieke waarde van de aarde als levend ecosysteem waardeert onafhankelijk van de mens en het belang van de menselijke gemeenschap.
Zijn persoonlijke ecofilosofische leer beschreef Naess als Ecosofie T, waarvan de T verwijst naar de Tvergastein berghut die hij in de jaren dertig van de twintigste eeuw had gebouwd. Naess beschouwde de diepe ecologie als een uitgangspunt dat in aanpak afweek van de tot dan toe gangbare stromingen omdat het het hele ecosysteem als een geheel beschouwt, waarbinnen de mens slechts een klein element is. Vanuit dit omvattende uitgangspunt, stelde hij, was het “de verantwoordelijkheid van ieder ontwikkeld individu om zijn of haar eigen houding tot de huidige milieuproblematiek te bepalen op basis van een omvattende visie.” (“...the responsibility of any integrated person to work out his or her reaction to contemporary environmental problems on the basis of a total view.”) Terwijl de diepe ecologie als de omvattende visie gezien kan worden, was ecosofie T de neerslag van Naess’ persoonlijke houding.

## Publicaties (o.a.)
- Arne Naess, Jens A. Christophersen & Kjell Kvalø, Democracy, ideology and objectivity - studies in the semantics and cognitive analysis of ideological controversy, Oslo University Press: Oslo 1956.
- Arne Naess, Scepticism, Routledge & Kegan Paul: Londen 1968.
- Arne Naess, Elementaire argumentatieleer, Ambo: Baarn 1978.